# Руцяне-Ніда
Руця́не-Ні́да (пол. Ruciane-Nida) — місто в північно-східній Польщі, над Нідзьким озером.
Належить до Піжського повіту Вармінсько-Мазурського воєводства.

## Демографія
Демографічна структура станом на 31 березня 2011 року:
|          | Загалом | Допрацездатний вік | Працездатний вік | Постпрацездатний вік |
| -------- | ------- | ------------------ | ---------------- | -------------------- |
| Чоловіки | 2352    | 412                | 1701             | 239                  |
| Жінки    | 2469    | 374                | 1491             | 604                  |
| Разом    | 4821    | 786                | 3192             | 843                  |